# Robert Baldin
Robert Baldin (* um 1935) ist ein Schweizer Badmintonspieler. 

## Karriere
Robert Baldin gewann 1955 seinen ersten nationalen Titel in der Schweiz, wobei im Herreneinzel erfolgreich war. 1956 verteidigte er den Titel im Einzel. Ein Jahr später siegte er erstmals im Herrendoppel. Drei weitere Herrendoppeltitel folgten bis 1960.

## Sportliche Erfolge
| Saison | Veranstaltung                   | Disziplin    | Platz | Name                        |
| ------ | ------------------------------- | ------------ | ----- | --------------------------- |
| 1955   | Schweizer Einzelmeisterschaften | Herreneinzel | 1     | Robert Baldin               |
| 1956   | Schweizer Einzelmeisterschaften | Herreneinzel | 1     | Robert Baldin               |
| 1957   | Schweizer Einzelmeisterschaften | Herrendoppel | 1     | Jean Mermod / Robert Baldin |
| 1958   | Schweizer Einzelmeisterschaften | Herrendoppel | 1     | Jean Mermod / Robert Baldin |
| 1959   | Schweizer Einzelmeisterschaften | Herrendoppel | 1     | Jean Mermod / Robert Baldin |
| 1960   | Schweizer Einzelmeisterschaften | Herrendoppel | 1     | Jean Mermod / Robert Baldin |